# ایلسه پاوسین
ایلسه پاوسین (انگلیسی: Ilse Pausin؛ ۱۷ فوریهٔ ۱۹۱۹ – ۶ اوت ۱۹۹۹) اسکیت‌باز نمایشی اهل اتریش بود.